# Königsfeld (Mecklenburg)
Königsfeld ist eine Gemeinde im Landkreis Nordwestmecklenburg in Mecklenburg-Vorpommern (Deutschland). Die Gemeinde wird vom Amt Rehna mit Sitz in der gleichnamigen Stadt verwaltet.
Die Gemeinde Königsfeld, deren Name von einem kleinen Ortsteil der ehemaligen Gemeinde Demern übernommen wurde, ist noch recht jung. Am 13. Juni 2004 schlossen sich die bis dahin selbständigen Gemeinden Bülow, Demern und Groß Rünz zur neuen Gemeinde Königsfeld zusammen.

## Geografie
Das großflächige Gemeindegebiet erstreckt sich über das hügelige Gelände zwischen den Flussauen der Maurine im Westen und der Radegast. Mit 74 m ü. NN wird nahe dem Ortsteil Krim die größte Höhe erreicht. Der Ortsteil Woitendorf im Südwesten der Gemeinde gehört mit dem Woitendorfer Moor zum Biosphärenreservat Schaalsee. Großräumig gesehen liegt Königsfeld etwa auf halbem Wege zwischen Schwerin und Lübeck.
Umgeben wird Königsfeld von den Nachbargemeinden Rehna im Norden und Osten, Roggendort im Süden, Dechow im Südwesten, Carlow im Westen sowie Siemz-Niendorf im Nordwesten.
Neben den „Gründungsgemeinden“ Bülow, Demern und Groß Rünz gehören die Ortsteile Bestenrade, Klein Rünz, Königsfeld, Krim, Warnekow und Woitendorf zur Gemeinde Königsfeld.

## Geschichte
Die Gemeindeteile wurden 1230 erstmals im Ratzeburger Zehntregister erwähnt. Der Ortsteil Bülow war der Stammsitz derer von Bülow, die im Mittelalter zu den Hauptstiftern des Rehnaer Nonnenklosters gehörten.

## Politik

### Gemeindevertretung
Die Wahl vom 7. Juni 2009 hatte folgende Ergebnisse:
- Dorfgemeinschaft Bülow / Warnekow: 3 Sitze
- Signalhorn Groß Rünz: 2 Sitze
- Allgemeine und Freie Wählergemeinschaft Demern: 2 Sitze
- Aktive Bürger für Königsfeld: 2 Sitze
- Die Linke: 1 Sitz

### Dienstsiegel
Die Gemeinde verfügt über kein amtlich genehmigtes Hoheitszeichen, weder Wappen noch Flagge. Als Dienstsiegel wird das kleine Landessiegel mit dem Wappenbild des Landesteils Mecklenburg geführt. Es zeigt einen hersehenden Stierkopf mit abgerissenem Halsfell und Krone und der Umschrift „GEMEINDE KÖNIGSFELD • LANDKREIS NORDWESTMECKLENBURG“.

## Sehenswürdigkeiten

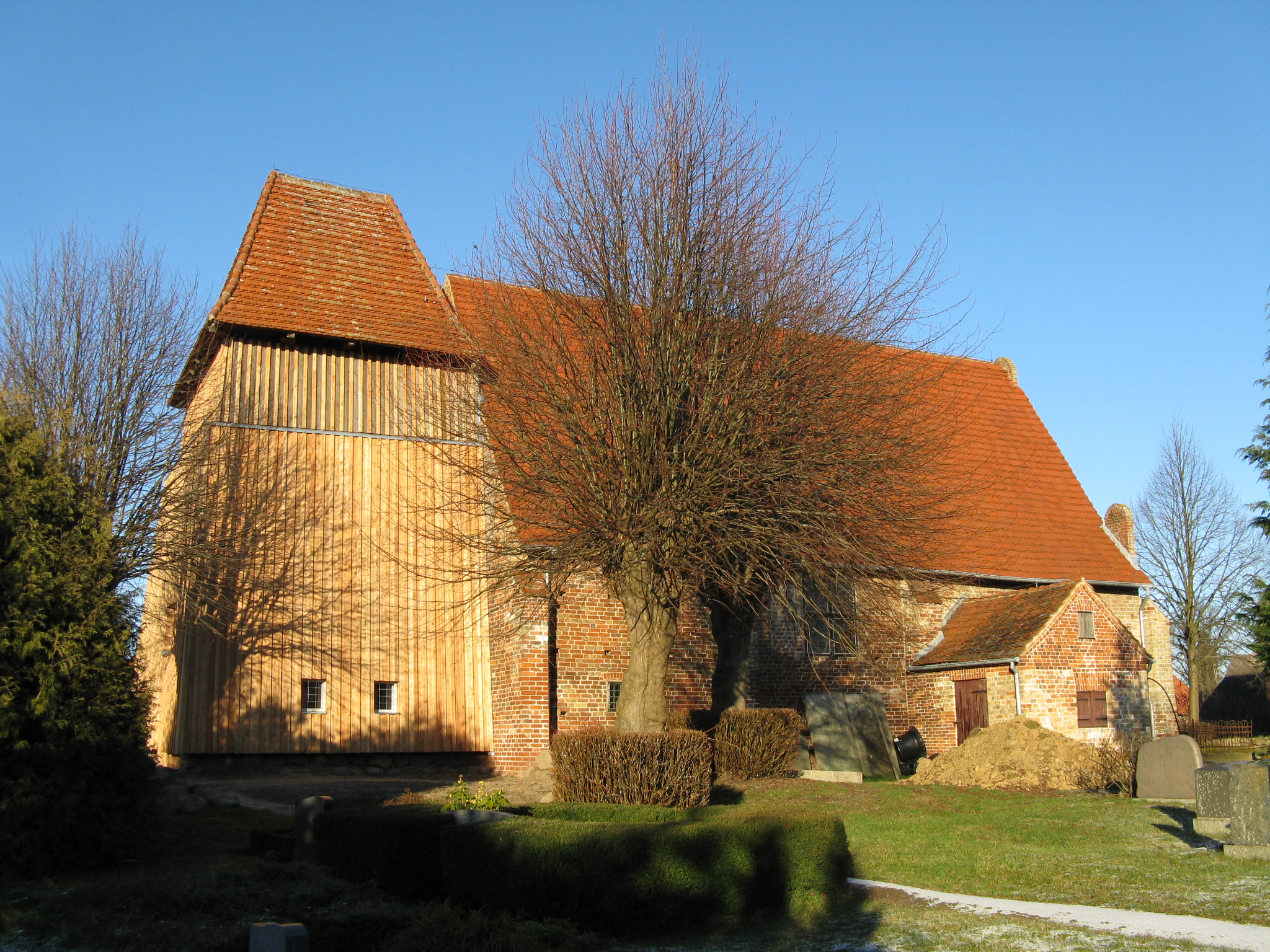
Dorfkirche in Demern

Sehenswert sind neben den Bodendenkmälern im Süden des Gemeindegebietes (5500 Jahre altes Großsteingrab und ein etwa 4000 Jahre altes Hügelgrab) die Dorfkirche Demern (eigentlich Petrikirche) im Ortsteil Demern aus dem 13. Jahrhundert und der Kastanienhof mit niederdeutschem Hallenhaus von 1851 und historischem Bauerngarten im Ortsteil Bülow.
Eine besondere Attraktion ist das jährlich im Ortsteil Groß Rünz stattfindende Schubkarren-Rennen durch den Dorfteich.
Im Ortsteil Demern wirkte der für die Geschichtsschreibung des Ratzeburger Landes bedeutende Historiker Gottlieb Matthias Carl Masch von 1838 bis zu seinem Tode 1878 als Pastor der Dorfkirche. Seit 1947 erinnert eine VVN-Gedenktafel an seinem Geburts- und Elternhaus an den kommunistischen Abgeordneten und Heimatdichter Rudolf Hartmann, der 1945 im KZ Mauthausen (nicht wie auf der Tafel angegeben im KZ Sachsenhausen) ums Leben kam.

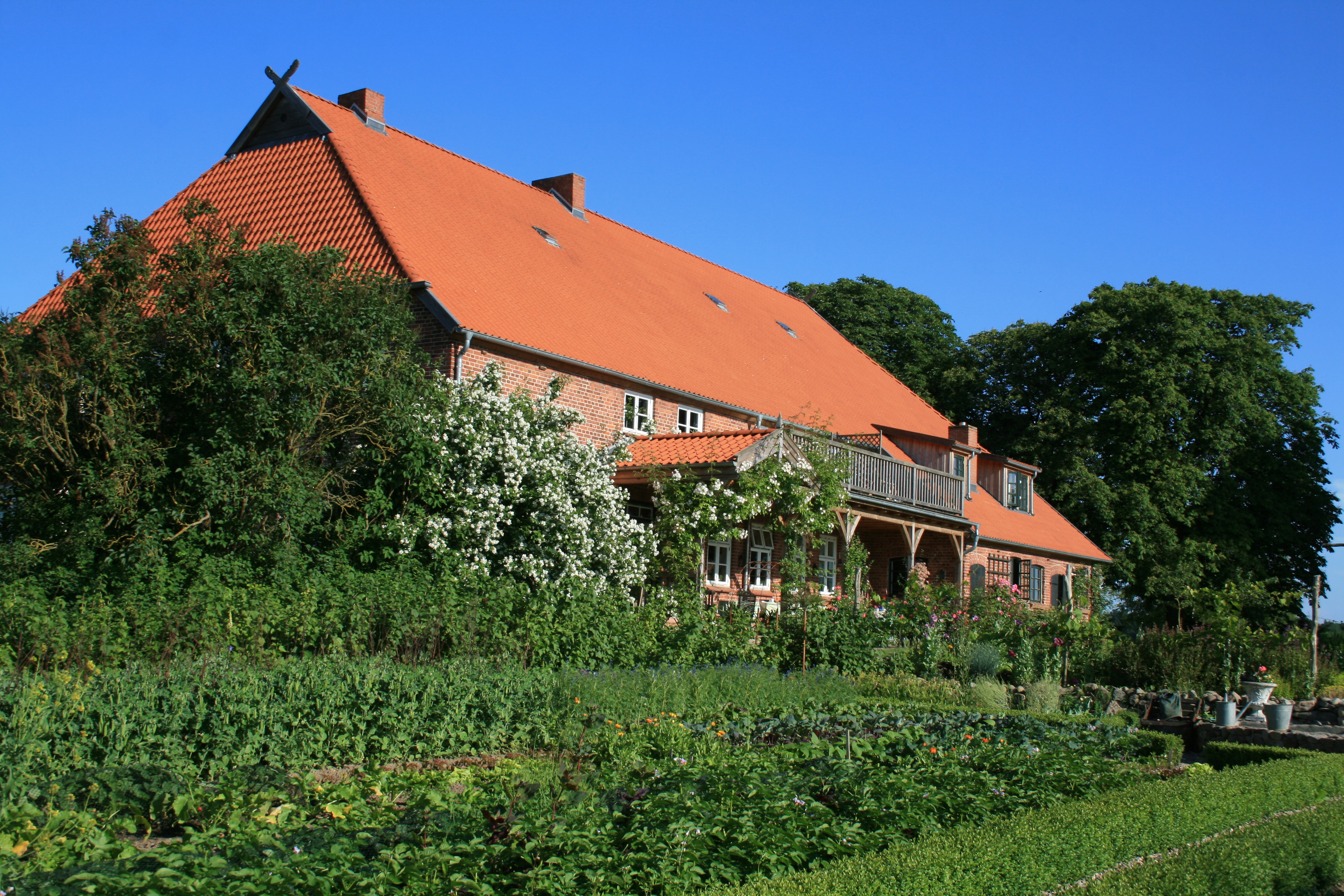
Kastanienhof in Bülow

## Wirtschaft und Infrastruktur
Neben der Landwirtschaft spielt auch der Tourismus und Kiesabbau bei Groß Rünz eine Rolle.

## Verkehrsanbindung
Die Gemeinde liegt im Dreieck der Städte Rehna, Gadebusch und Ratzeburg und ist damit günstig über die Bundesstraßen 104 und 208 zu erreichen. Zehn Kilometer nördlich besteht Anschluss an die Bundesautobahn 20 (Lübeck–Rostock). Von der benachbarten Kleinstadt Rehna aus besteht eine Bahnverbindung nach Schwerin.

## Persönlichkeiten
- Rudolf Hartmann (1885–1945),  niederdeutscher Schriftsteller und kommunistischer Politiker, geboren im Ortsteil Demern
- Joachim Parbs (1868–1930), deutscher Bahnspediteur, geboren im Ortsteil Bülow

## Belege
1. ↑  Statistisches Amt M-V – Bevölkerungsstand der Kreise, Ämter und Gemeinden 2023 (XLS-Datei) (Amtliche Einwohnerzahlen in Fortschreibung des Zensus 2011) (Hilfe dazu).
2. ↑  Gebietsänderungen vom 01.01. bis 31.12.2004. Statistisches Bundesamt, Registerkarte „Gebietsaenderungen_2004“, 1. Juli 2007, abgerufen am 4. November 2016 (xls, 224 kB).
3. ↑  Wahlergebnis auf www.rehna.de (Memento des Originals vom 16. Oktober 2011 im Internet Archive)  Info: Der Archivlink wurde automatisch eingesetzt und noch nicht geprüft. Bitte prüfe Original- und Archivlink gemäß Anleitung und entferne dann diesen Hinweis.
4. ↑  Hauptsatzung § 1 Abs.2